# Isanthrene phyleis
Isanthrene phyleis là một loài bướm đêm thuộc phân họ Arctiinae, họ Erebidae.